# Muugai kikötő
A Muugai kikötő (észtül: Muuga sadam) Észtországban, a Finn-öböl déli partján, a Muuga-öbölben található tengeri teherkikötő. Tallinntól 13 km-re északkeletre, Maardu város mellett fekszik. Ez Észtország legnagyobb forgalmú, legfontosabb teherkikötője. A Tallinni Kikötő cég üzemelteti.